# Liste des albums musicaux numéro un au Billboard 200 en 2025
Cette page présente les albums musicaux numéro 1 chaque semaine en 2025 au Billboard 200, le classement officiel des ventes d'albums aux États-Unis établi par le magazine Billboard.

## Classement hebdomadaire
| Date        | Artiste(s)                    | Titre                    | Référence |
| ----------- | ----------------------------- | ------------------------ | --------- |
| 4 janvier   | SZA                           | SOS                      |           |
| 11 janvier  | SZA                           | SOS                      |           |
| 18 janvier  | Lil Baby                      | WHAM                     |           |
| 25 janvier  | Bad Bunny                     | Debí tirar más fotos     |           |
| 1er février | Bad Bunny                     | Debí tirar más fotos     |           |
| 8 février   | Bad Bunny                     | Debí tirar más fotos     |           |
| 15 février  | The Weeknd                    | Hurry Up Tomorrow        |           |
| 22 février  | Kendrick Lamar                | GNX                      |           |
| 1er mars    | PartyNextDoor et Drake        | Some Sexy Songs 4 U      |           |
| 8 mars      | Tate McRae                    | So Close to What         |           |
| 15 mars     | Kendrick Lamar                | GNX                      |           |
| 22 mars     | Lady Gaga                     | Mayhem                   |           |
| 29 mars     | Playboi Carti                 | Music (en)               |           |
| 5 avril     | Playboi Carti                 | Music (en)               |           |
| 12 avril    | Ariana Grande                 | Eternal Sunshine         |           |
| 19 avril    | Playboi Carti                 | Music                    |           |
| 26 avril    | Ken Carson                    | More Chaos               |           |
| 3 mai       | SZA                           | SOS                      |           |
| 10 mai      | Ghost                         | Skeletá (en)             |           |
| 17 mai      | Bad Bunny                     | Debí tirar más fotos     |           |
| 24 mai      | Sleep Token                   | Even in Arcadia (en)     |           |
| 31 mai      | Morgan Wallen                 | I'm the Problem (en)     |           |
| 7 juin      | Morgan Wallen                 | I'm the Problem (en)     |           |
| 14 juin     | Morgan Wallen                 | I'm the Problem (en)     |           |
| 21 juin     | Morgan Wallen                 | I'm the Problem (en)     |           |
| 28 juin     | Morgan Wallen                 | I'm the Problem (en)     |           |
| 5 juillet   | Morgan Wallen                 | I'm the Problem (en)     |           |
| 12 juillet  | Morgan Wallen                 | I'm the Problem (en)     |           |
| 19 juillet  | Morgan Wallen                 | I'm the Problem (en)     |           |
| 26 juillet  | JackBoys (en) et Travis Scott | JackBoys 2               |           |
| 2 août      | Tyler, The Creator            | Don't Tap the Glass (en) |           |
| 9 août      | Morgan Wallen                 | I'm the Problem          |           |
| 16 août     | Morgan Wallen                 | I'm the Problem          |           |

## Lien connexe
- Liste des titres musicaux numéro un aux États-Unis en 2025